# Amblymora elongata
Amblymora elongata är en skalbaggsart som beskrevs av Stefan von Breuning 1943. Amblymora elongata ingår i släktet Amblymora och familjen långhorningar.
Artens utbredningsområde är Sulawesi. Inga underarter finns listade i Catalogue of Life.